# Wschodnioeuropejska Akademia Nauk Stosowanych w Białymstoku
Wschodnioeuropejska Akademia Nauk Stosowanych w Białymstoku – najstarsza na Podlasiu i jedna z najstarszych uczelni niepublicznych w Polsce. Została założona 17 sierpnia 1993 i prowadzi działalność od 1 października 1993 roku.

## Historia
Wschodnioeuropejski Instytut Gospodarki w Białymstoku wystąpił z wnioskiem do Ministerstwa Edukacji Narodowej o powołanie Wyższej Szkoły Finansów i Zarządzania w Białymstoku, która 17 sierpnia 1993 została wpisana do Rejestru Uczelni Niepaństwowych pod pozycją 23. Na pierwszy rok studiów dziennych i zaocznych przyjęto ok. 800 studentów. Pierwszym rektorem został prof. dr hab. Józef Szabłowski. Uczelnia w 1993 zakupiła obiekty po zlikwidowanych Zakładach Odzieżowych im. M. Nowotki „Bielpo” przy ul. Ciepłej 40 (9.000 m²). W  tym samym roku urządzono pierwszą salę komputerową i rozpoczęto proces tworzenia zbiorów bibliotecznych. 
W 1996 z inicjatywy rektora Józefa Szabłowskiego powstał chór uczelniany, którego założycielem i pierwszym dyrygentem została Agnieszka Duda-Bienie. Od 26 września 1996 w WSFiZ funkcjonuje Wydawnictwo Naukowe. Tego samego roku zakupiono szkielet budynku o 4.000 m², który etapami zmodernizowano w latach 1994-1998. W 2000 kupiono kolejny budynek o powierzchni 2.500 m².
W 1997 na mocy uchwały Senatu utworzone zostają dwa wydziały: Finansów i informatyki oraz Zarządzania i marketingu, równocześnie uczelnia uzyskała uprawnienia do prowadzenia studiów magisterskich na kierunku zarządzanie i marketing.
W 2010 Uczelnia posiadała 4 wydziały i oferowała 7 kierunków studiów. Z dniem 30 grudnia 2022 roku, zgodnie z decyzją Ministra Edukacji i Nauki (nr DSW-WNN.8014.255.2022.4.RJ) Wyższa Szkoła Finansów i Zarządzania w Białymstoku zmieniła nazwę na: Wschodnioeuropejska Akademia Nauk Stosowanych w Białymstoku (w skrócie WANS).
Użyty w nazwie uczelni zwrot „Wschodnioeuropejska” nawiązuje do europejskich wartości oraz 30-letniej historii uczelni.

## Wydziały i kierunki
Wyższa Szkoła Finansów i Zarządzania w Białymstoku prowadzi studia I stopnia (licencjackie) i II stopnia (magisterskie) na sześciu kierunkach:
- Administracja,
- Finanse i Rachunkowość,
- Zarządzanie,
- Marketing cyfrowy,
- Bezpieczeństwo Państwa,
- Wychowanie fizyczne.

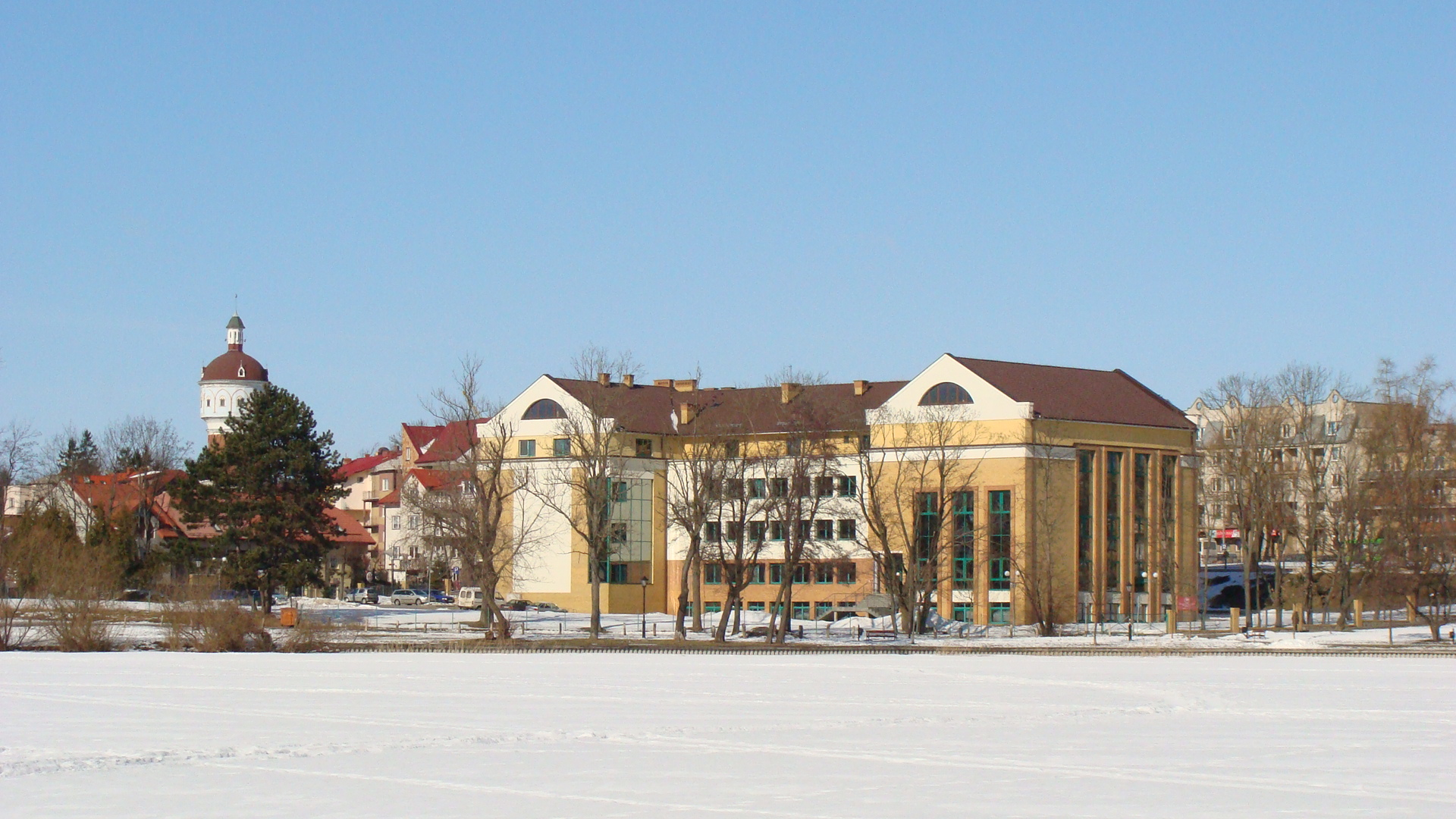
Filia w Ełku

Poza głównym ośrodkiem w Białymstoku uczelnia ma filię w Ełku oraz wydział zamiejscowy w Ostrowi Mazowieckiej.